# معلول تحتفل بدمارها (فلم)
«معلول تحتفل بدمارها» هو فيلم توضيحي متسلسل الاحداث يصف الدمار الذي حل بقرية معلول المهجرة في فلسطين ابان النكبة (1948).

## عن العمل
منذ إعلان قيام دولة إسرائيل سنة 1948، تم محو عدد لا يحصى من القرى الفلسطينية عن الخريطة. يستخدم فيلم «معلول تحتفل بدمارها» صور التفجيرات والمباني المدمرة والأشخاص المشوهين. لم يبق من القرى سوى الدمار كشاهد صامت في الطبيعة. قرية معلول، الواقعة غربي الناصرة، هي إحدى هذه القرى.
أكثرية سكان معلول هم من المسيحيين الفلسطينيين، أجبروا على مغادرة منازلهم سنة 1948. لكن معلول لا تزال حية في ذاكرة سكانها السابقين الذين، رغم تقدمهم في العمر، يروون قصتهم تماماً كما حدث.

## يتحدث الفيلم
يتحدث الفيلم عن السكان الأصليين لقرية معلول، والتي دمرها الإسرائيليون بعد نكبة العام 48، والذين ما يزالون محرومون من زيارة قريتهم إلا في يوم «استقلال» إسرائيل (نكبتُهم) من كل عام.
الفيلم يتبعهم خلال هذا النهار ويظهر عالماً من الحزن والذكريات المؤلمة والعطش للعودة إلى أرض الأجداد.

## إخراج وتأليف
هذا الفيلم من أعمال المؤلف والمخرج السينمائي ميشيل خليفي المهتم بالشأن الفلسطيني، والذي قام بتصوير بضعة تقارير عن الأراضي الفلسطينية المحتلة. وعمل على اسلوب فيه مزج بين الأسلوبين الوثائقي والروائي.